# Can Nicolau (Cardedeu)
Can Nicolau és una masia del municipi de Cardedeu (Vallès Oriental) protegida com a bé cultural d'interès local. Masia de planta basilical, amb la part central poc sortint respecte als laterals. Orientada a migdia. Porta de llinda d'arc pla i peus rectes. Consta de planta baixa i pis. Tres finestres de llinda plana i dues de transició, amb la llinda apuntada del centre. Sostres amb volta d'obra, del segle xix. Havia tingut un forn per coure rajols. La masia fou cremada durant la Guerra del Francès, refeta amb volta d'obra. Els Nicolau surten esmentats als segles XIII i en endavant.